# Diplacus parviflorus
Diplacus parviflorus är en gyckelblomsväxtart som beskrevs av Edward Lee Greene. Diplacus parviflorus ingår i släktet Diplacus och familjen gyckelblomsväxter. Inga underarter finns listade i Catalogue of Life.